# Charaxes parafervens
Charaxes parafervens är en fjärilsart som beskrevs av Hans Fruhstorfer 1914. Charaxes parafervens ingår i släktet Charaxes och familjen praktfjärilar. Inga underarter finns listade i Catalogue of Life.